# 貢氏紅娘魚
貢氏紅娘魚又稱貢氏角魚為輻鰭魚綱鮋形目角魚科的其中一種。

## 分布
本魚分布於南日本、東海等海域。

## 深度
水深約30至80公尺。

## 特徵
本魚身體背部紅色，腹部側面為白色，頭背面及側面全被骨板，身體布有硬棘。第一背鰭、第二背鰭特別延長，胸鰭內側有淡綠色大斑，其下方黑色且有許多藍色小橫斑。尾鰭末端略內凹，上有兩條紅帶。

## 生態
本於棲息於礁岩區，為底棲魚類，以胸鰭下的游離軟條，搜索底棲動物為食。

## 經濟利用
食用魚，適合煮薑絲清湯，味道佳。